# 요절복통 기계
요절복통 기계(The Incredible Machine, TIM, 인크레더블 머신)는 케빈 라이언(Kevin Ryan)이 최초로 설계하고 코딩한 컴퓨터 게임 시리즈이다.

## 버전
- The Incredible Machine (1992년, MS-DOS / 매킨토시 / 3DO)
- The Even More Incredible Machine (1993년, MS-DOS / 마이크로소프트 윈도우, 매킨토시)
- Sid & Al's Incredible Toons (1993년, MS-DOS)
- The Incredible Toon Machine (1994년, 마이크로소프트 윈도우, 매킨토시)
- The Incredible Machine 2 →요절복통 기계 2 (1994년, 동서게임채널 유통, MS-DOS / 매킨토시)
- The Incredible Machine 3 (1995년, 마이크로소프트 윈도우 / 매킨토시)
- Return of the Incredible Machine: Contraptions (2000년, 마이크로소프트 윈도우 / 매킨토시)
- The Incredible Machine: Even More Contraptions (2001년, 마이크로소프트 윈도우 / 매킨토시)
- The Incredible Machine (2011년, 애플 아이패드)
- Contraption Maker (2013년 출시 예정, 마이크로소프트 윈도우 / 매킨토시)[1]

## The incredible machine:even more contrabutions
2001년 사이벨 사에서 발매된 퍼즐 게임이다. 요절복통 기계 시리즈의 5번째이다. 윈도우 버전과 매킨토시 버전 2가지가 있다.
250 문제(+ 2인용 퍼즐 206 문제)인 팀 교수의 퍼즐을
풀어 볼 수 있다. 자신이 퍼즐을 만들고 인터넷에 업로드할 수 있다.

### 내용
- 연습 퍼즐 50문제
- 초급 퍼즐 50문제
- 중급 퍼즐 50문제
- 고급 퍼즐 50문제
- 최고급 퍼즐 55문제
- 2인 플레이

### 특수 부품
특정한 날짜에만 부품 창고에 나타나는 부품들이 있다.
- 큐피트 : 2월 14일(밸런타인데이)
- 팀 교수 정원의 블라니 : 3월 17일(성 파트리치오의 날)
- 박쥐 보리스 : 10월 31일(핼러윈)
- 성형 산타클로스 램프 : 12월 25일(크리스마스)